# Evistias acutirostris
Evistias acutirostris is een straalvinnige vissensoort uit de familie van harnashoofdvissen (Pentacerotidae). De wetenschappelijke naam van de soort werd voor het eerst geldig gepubliceerd in 1844 door Temminck & Schlegel.